# The Crew 2
The Crew 2 és un videojoc de conducció desenvolupat per Ubisoft Ivory Tower i distribuït per Ubisoft, sent la continuació de The Crew del 2013. Es va llençar el 29 de juny del 2018, està disponible per PlayStation 4, Microsoft Windows, Xbox One.

## Mode de joc
El videojoc compte amb una mapa que recrea els Estats Units d'Amèrica, igual que el The Crew (videojoc). Aquesta vegada el jugador podra conduir llanxes i avions. Els diferents tipos de modalitat que es pot jugar són; "off-road, street race, profesional race y free style".
Aquesta vegada els jugadors no tindran mode campanya només tindran multijugador. Aquesta manera multijugadora et permet jugar amb un equip de máxim 4 jugadors. Una vegada tinguis el teu equip, ja et pots enfrentar a altres equips i establir nous registres.

## Desenvolupament
L' any 2017 el joc va ser presentat en la E3 2017, confirmant el seu desenvolupament per a PlayStation 4, Microsoft Windows, Xbox One.